# 买住
买住，元朝官员。
买住在元顺帝至正二十年（1360年），中蒙古色目右榜进士一甲第一名（状元）。官至韶州路同知，以清廉闻名，郴州的反元军攻陷乐昌，买住招募义兵击败反元军，夺得乐昌、乳源诸县。后来病故于于军中，韶州人为他立祠祭祀。。